# Seat Marbella

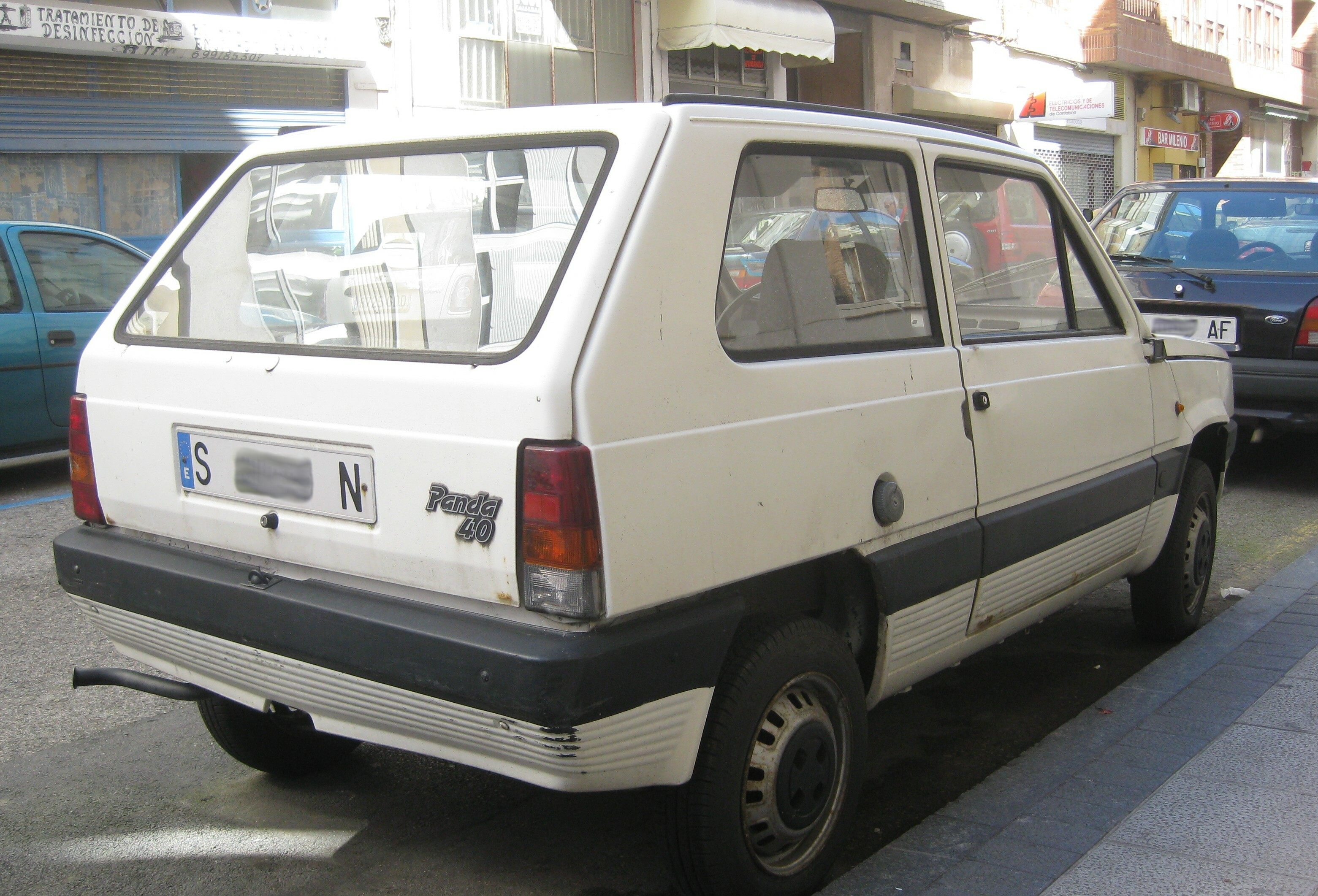
Vue arrière d'une SEAT Panda 40

La SEAT Marbella, nommée SEAT Panda jusqu'en 1986, est une automobile citadine produite par la firme espagnole SEAT sous licence Fiat de 1980 à 1998. Elle est ensuite rebaptisée Seat Marbella à la suite de l'arrêt des coopérations entre Seat et Fiat, Seat s'étant rapproché de Volkswagen dans un premier temps avant d'être racheté et intégré dans le groupe allemand.
Depuis sa création en 1953, SEAT a fabriqué des automobiles sous licence Fiat. La SEAT Panda a également été fabriquée sous licence Fiat. C'est la copie conforme de la Fiat Panda I, au logo près. Lors de la crise économique de 1982-1983 en Europe, Fiat Italie décide de commercialiser, dans son propre réseau, la version réservée au marché espagnol, la Panda 34, notamment dans les pays où la Panda 30 italienne ne l'était pas. 
En 1986, le modèle change de nom et est renommé Marbella, en référence à la ville du même nom du sud de l'Espagne. Le modèle reçoit, avec le temps, quelques modifications, surtout esthétiques, après le passage de SEAT dans le giron de Volkswagen. Des éléments techniques sont issus du groupe VW. En revanche pas de grande amélioration du côté des suspensions avec le maintien d'amortisseurs à lames à l'arrière du véhicule, technique issue de la première génération des Panda de Fiat qui a su s'en passer. La Marbella a maintenu des prix ultra compétitifs pour sa taille et surtout avec un gabarit plus important que la Fiat 126bis, la voiture la moins chère sur le marché français.

## SEAT Panda(licenceFiat)
Présentée en 1980, quasiment en même temps que l'original italien, la Seat Panda est fabriquée sous sa robe italienne de 1980 à 1986. Malgré la rupture des accords de collaboration techniques et financiers entre Fiat SpA et l'État espagnol au sujet de la recapitalisation de Seat en 1982, la citadine continue de s'appeler Seat Panda jusqu'en 1986. Elle prend ensuite le nom de Seat Marbella à partir de 1986.

### Motorisations
La SEAT Panda a été commercialisée en Espagne sous 3 versions : 35 - 40 et 45.
- SEAT Panda 35 : moteur 843 cm3, 35 ch à 5.600 tr/min, provenant de l'ancienne Fiat 850. À l'origine, cette version était destinée uniquement au marché espagnol mais a été largement exportée en France et en Allemagne pour ses avantages fiscaux, distribuée dans le réseau Fiat sous le nom de Fiat Panda 34,
- SEAT Panda 40 : moteur 903 cm3, 42 ch, base identique à celui de la Fiat Panda 45 italienne mais avec carburateur et un taux de compression abaissé (7,8:1) pour fonctionner à l'essence ordinaire, essence couramment commercialisée en Espagne. Modèle réservé uniquement au marché espagnol.
- SEAT Panda 45 : moteur 903 cm3, 45 ch dérivé de celui de la Fiat 127, comme sur Fiat Panda I 45 italienne, modèle aussi exporté sous le nom Fiat Panda 45.

## SEAT Marbella(licenceFiat)

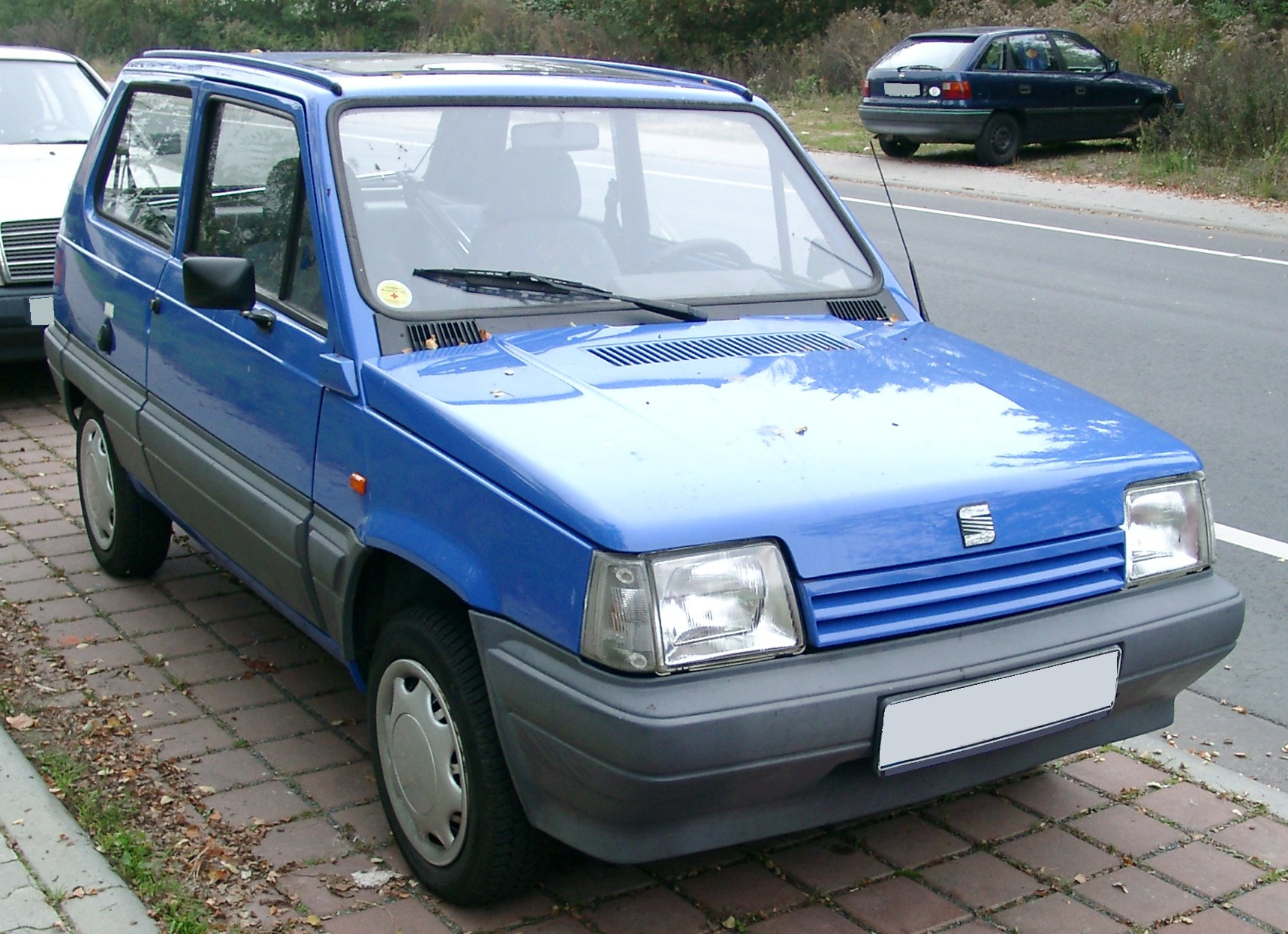
SEAT Marbella

À partir de 1986, les rapports entre Fiat et Seat sont définitivement rompus, toutes les licences temporaires sont épuisées. Fiat a même du trainer SEAT au tribunal pour plagiat de ses modèles, la SEAT 127, rebaptisée Fura mais sans aucun changement par rapport au modèle d'origine, ainsi que la SEAT Ritmo rebadgée Ronda, l'entreprise espagnole ne voulant pas courir de nouveaux risques, négocia la poursuite de sa licence pendant 10 ans pour la production de la Panda qui sera rebaptisée Marbella. Fiat lui accorda cette licence car, entre-temps, la Fiat Panda avait beaucoup évolué et le modèle Fiat italien n'avait plus rien à voir, technologiquement parlant, avec la première version de la Panda que SEAT voulait continuer à fabriquer. Le constructeur espagnol, malgré sa progressive intégration dans le groupe VW a pu maintenir la fabrication de la Marbella jusqu'en 1998, sans aucun changement.

## SEAT Trans/Terra

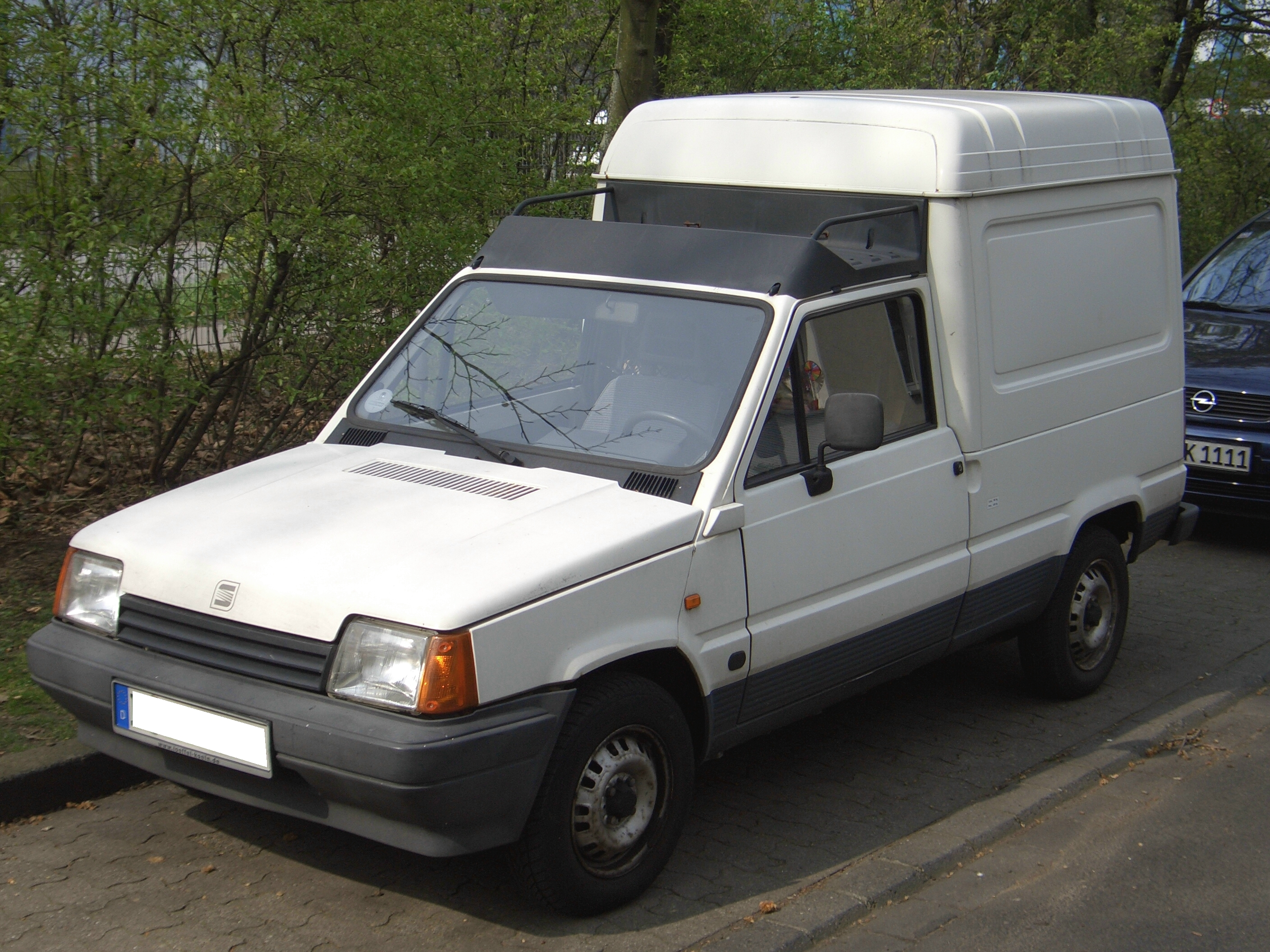
SEAT Terra

Cette fourgonnette était construite sur la base de la SEAT Panda et a été produite jusqu'en 1986, date à laquelle elle a "bénéficié" de la même évolution de carrosserie que la berline, renommée Marbella. La SEAT Trans fut rebaptisée Terra.
Une version de la camionnette de la Marbella, appelé la SEAT Terra (nom de code 24 pour SEAT Terra et 024A pour la boîte du SEAT Terra), est produite en Espagne de 1987 à 1996, lorsque ce modèle a été conçu pour être remplacé par la SEAT Inca. La SEAT Terra a partagé la structure et la partie avant de la Marbella, mais son successeur a été une grande boîte de métal, haute; il y avait également un support de charge au-dessus du toit de la cabine. Il était très populaire en Espagne, et était également disponible dans quelques marchés d'exportation.
Ce véhicule était motorisé par le moteur 903 cm3 essence d'origine Fiat ou par un 1 300 cm3 diesel d'origine Volkswagen.

## Motorisations
La SEAT Marbella sera produite jusqu'à la fin équipée de l'ancien moteur Fiat dans les cylindrées de 843 cm3 (34 ch) et 903 cm3 (45 ch). Le modèle Marbella "bénéficia" (ou fut affublé) de retouches esthétiques qui le distinguaient de l'ancienne Fiat Panda.

La version espagnole n'a jamais pu bénéficier des motorisations qui ont équipé les Fiat Panda 2e série, produites entre 1986 et 2003, les FIRE 750 et 1000 (de 1986 à 1993), le 1100 FIRE 1 108 cm3 (de 2001 à 2003) ni du moteur Fiat de 899 cm3, évolution du 903 catalysé dont la cylindrée avait été abaissée pour des raisons fiscales dans certains pays d'Europe (de 94 à 2001).
En 1998, la SEAT Marbella cède sa place à la SEAT Arosa, de conception Volkswagen.